# Hội Hóa học Việt Nam
Hội Khoa học và Công nghệ Hóa học Việt Nam, gọi tắt là Hội Hóa học Việt Nam là tổ chức xã hội nghề nghiệp phi lợi nhuận của những người và các tổ chức hoạt động nghiên cứu giảng dạy khoa học công nghệ hóa học hay sản xuất hóa chất tại Việt Nam. Hội có tên giao dịch bằng tiếng Anh là Chemical Society of Vietnam, viết tắt là CSV 
Hội được thành lập năm 1955, với mục đích phát triển nền Hóa học nước nhà. Điều lệ hiện hành của Hội được Đại hội đại biểu toàn quốc Hội Hóa học Việt Nam thông qua ngày 15 tháng 3 năm 1995 .
Trụ sở Hội đặt tại địa chỉ số 2 phố Phạm Ngũ Lão, phường Phan Chu Trinh, quận Hoàn Kiếm, thành phố Hà Nội .

## Hoạt động
Mục đích của Hội Hóa học Việt Nam là tập hợp và đoàn kết những người và tổ chức, doanh nghiệp hoạt động khoa học - công nghệ hóa học và sản xuất hóa chất, nhằm giúp đỡ nhau phát huy tài năng và trí tuệ, tiến hành các hoạt động khoa học - công nghệ ứng dụng vào sản xuất và đời sống, góp phần thúc đẩy sự phát triển của ngành hóa học trong công cuộc công nghiệp hoá, hiện đại hóa, phục vụ sự nghiệp xây dựng phát triển Việt Nam .
Hội Hóa học Việt Nam đã tổ chức Đại hội đại biểu toàn quốc lần thứ VI, nhiệm kỳ 2016-2021 ngày 25/11/2016 tại Hà Nội .